# سیارک ۵۶۰۴۱
سیارک ۵۶۰۴۱ (به انگلیسی: 56041 Luciendumont، نامگذاری:1998XO4)۵۶۰۴۱مین سیارک کشف شده‌است که در ۰۸ دسامبر ۱۹۹۸ کشف شد.